# Collégiale Saint-Martin de Trôo
La collégiale Saint-Martin de Trôo est une ancienne collégiale située à Trôo, en France.

## Localisation
L'église est située dans le département français de Loir-et-Cher, sur la commune de Trôo.

## Historique
Au XVIIIe siècle, Jacques Julien Gasnier est chanoine de l'église collégiale et paroissiale Saint-Martin de Trôo . 
L'édifice est classé au titre des monuments historiques en 1862.

### Liens Externes
- Site officiel
- Ressources relatives à la religion :   - Clochers de France
  - Observatoire du patrimoine religieux
- Ressource relative à l'architecture :   - Mérimée
- Collégiale Saint -Martin de Trôo - Saint Martin de Tours
- La collégiale Saint-Martin de Troo (Loir-et-Cher) (Année 1950) - Persée
- Secteur pastoral de Montoire-sur-le-Loir — Diocèse de Blois